# .in
.in este un domeniu de internet de nivel superior, pentru India (ccTLD).